# أنودة

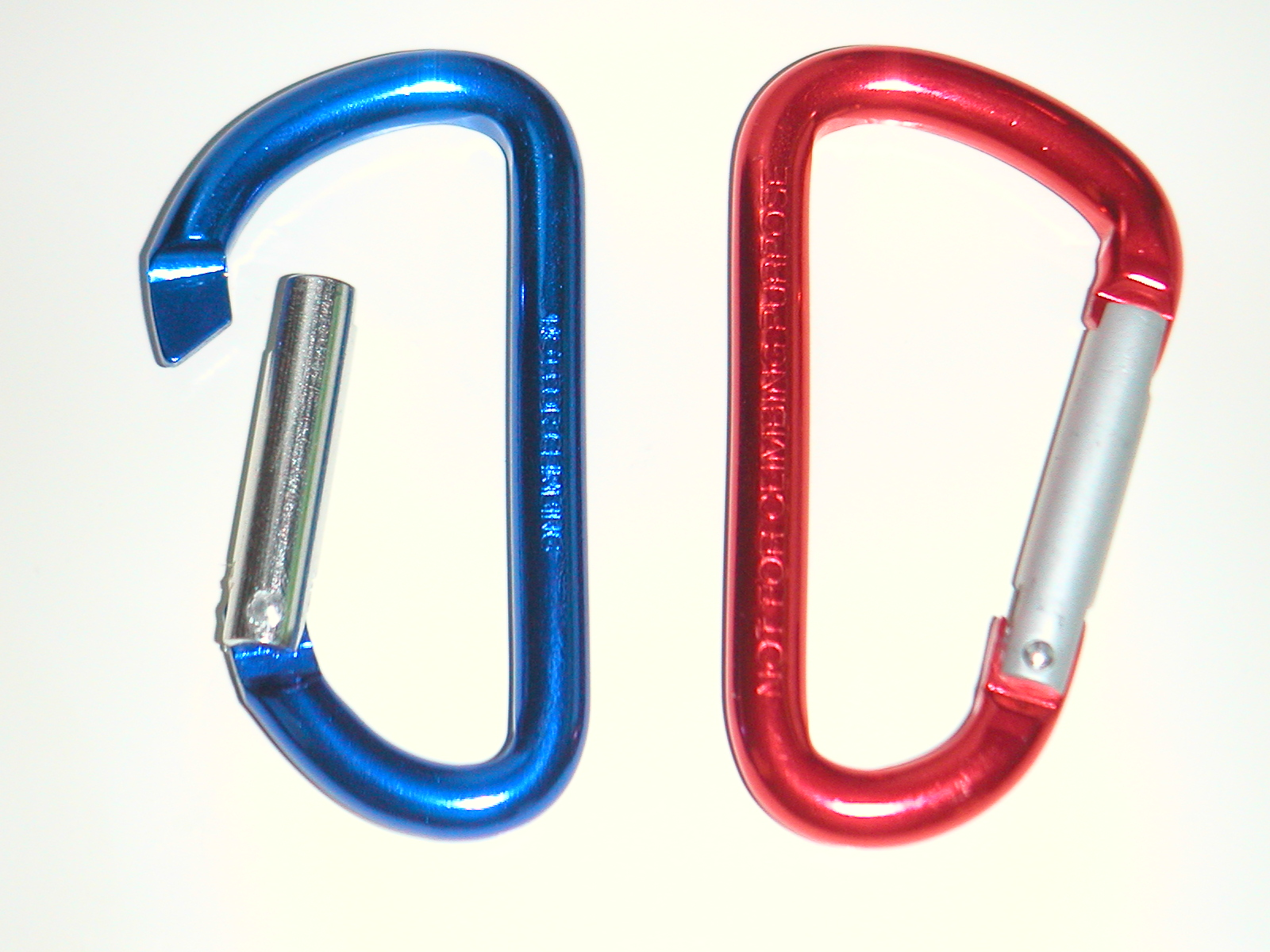
معدن تم طلائه وصبغه بالأنودة

أنودة هي إحدى العمليات الصناعية التي تجري على اللمعادن التي تكون أكاسيدها ذات خواص ممتازة كيميائيا وفيزيائيا وهي غالبا الألومينيوم والتيتانيوم بغرض زيادة طبقة الأكسيد فتكتسب تخميل يمنعها من التفاعل مع الهواء والمؤثرات المؤكسدة الأخرى بغرض الحفاظ عليها. ويجري ذلك بطريقة اشبه بالطلاء الكهربائي أو الجلفنة غير انه لا تستخدم الكهرباء لأضافة مادة من سطح آخر بل بإنتاج وزيادة أكسيد المادة ذاتها. ما يميز هذه العملية أيضا هي ان المعدن الجديد يكون قابلاً للصبغ أو التلوين فاكسيد الألومينيوم يحتوى على فراغات تشبه سداسيات شمع العسل يمكن صبغها واحكامها فتحتفظ باللون.

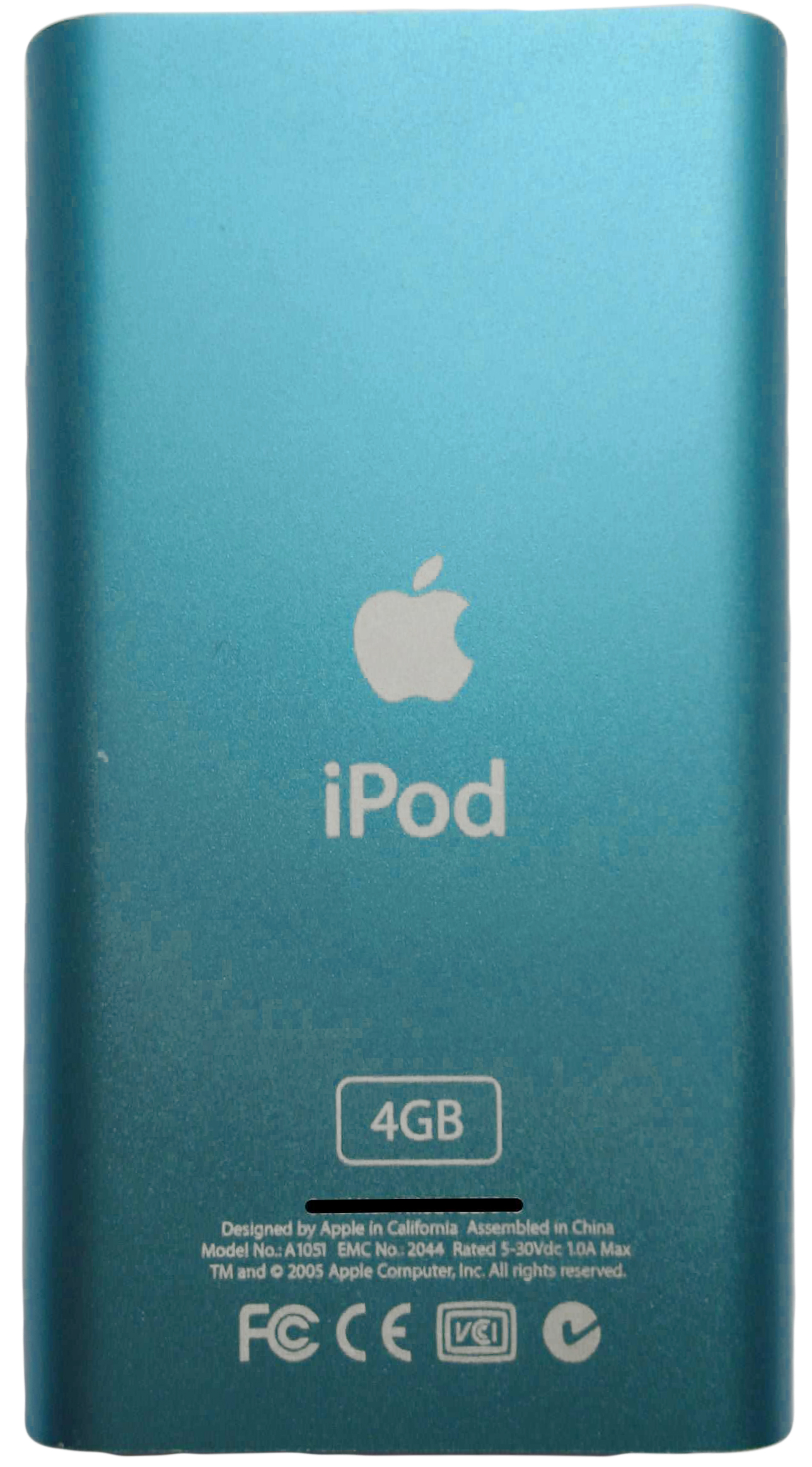
من المنتجات التي تستخدم الانودة